# Jerry Adler
Pour les articles homonymes, voir Adler.
Jerry Adler est un réalisateur-producteur de théâtre et un acteur américain, né le 4 février 1929 à Brooklyn, New York.
Il est principalement connu pour son rôle de Hesh Rabkin (Herman « Hesh » Rabkin) dans la série télé Les Soprano.

## Filmographie
Télévision
- Les Soprano : Herman « Hesh » Rabkin
- Rescue Me : Chef Sidney Feinberg
- À la Maison-Blanche : Jules Ziegler
- The Good Wife : Howard Lyman
- Transparent : Moshe Pfefferman
- The Good Fight : Howard Lyman

Cinéma
- 1992 : L'Œil public : Arthur Nabler
- 1993 : Meurtre mystérieux à Manhattan : Paul Robert House
- 1995 : For Better or Worse : Morton Makeshift
- 1996 : Getting Away with Murder : Judge
- 1996 : Un éléphant sur les bras : Event Coordinator
- 1997 : Six Ways to Sunday : Louis Varga
- 1999 :  30 Days : Rick Trainer
- 2005 : Petites confidences (à ma psy) : Sam
- 2005 : In Her Shoes : Lewis Feldman
- 2006 : Jugez-moi coupable : Jackie's Lawyer
- 2007 : Goodbye Baby : Perlman
- 2007 : The Memory Thief : Mr. Zweig
- 2008 : Synecdoche, New York : Caden's Father
- 2014 : Deuxième chance à Brooklyn : Cooper
- 2014 : A Most Violent Year de J. C. Chandor : Josef
- 2016 : Fair Market Value : Victor Rosen

## Voix françaises
- Michel Ruhl dans :
  - Un père peut en cacher un autre (en) (série télévisée)
  - Les Soprano (série télévisée)
  - The Good Wife (série télévisée)
  - The Good Fight (série télévisée)

Et aussi
- Michel Fortin dans Petites Confidences (à ma psy)
- Philippe Dumat dans In Her Shoes
- Jean Lescot dans A Most Violent Year
- Bernard Alane dans Living with Yourself